# My Little Society
My Little Society – trzeci minialbum południowokoreańskiej grupy Fromis 9, wydany 16 września 2020 roku przez wytwórnię Off The Record i Stone Music. Płytę promowały singel „Feel Good (Secret Code)”. Album ukazał się w dwóch edycjach fizycznych: „My Account" i „My Society".
Off The Record Entertainment ogłosiło, że Lee Seoyeon nie będzie mogła uczestniczyć w promocji My Little Society z powodu kontuzji nogi 10 września 2020 roku.

## Lista utworów
| CD | CD                            | CD                                                           | CD                                                           | CD                                           | CD      |
| Nr | Tytuł utworu                  | Tekst                                                        | Kompozycja                                                   | Aranżacja                                    | Długość |
| -- | ----------------------------- | ------------------------------------------------------------ | ------------------------------------------------------------ | -------------------------------------------- | ------- |
| 1. | „Feel Good (Secret Code)”     | Cho Sim, Seo Ji-eum                                          | Lee Woo-min (collapsedone), Justin Reinstein, J. Jean        | Lee Woo-min (collapsedone), Justin Reinstein | 3:45    |
| 2. | „Weather”                     | Kim In-hyoung, Kako                                          | Nmore (PRISMFILTER), Choi Young-kyoung                       | Nmore (PRISMFILTER)                          | 3:22    |
| 3. | „Starry Night” (kor. 별의 밤) | Lee Seo-yeon, BuildingOwner (PRISMFILTER), Choi Young-kyoung | Lee Seo-yeon, BuildingOwner (PRISMFILTER), Choi Young-kyoung | BuildingOwner (PRISMFILTER)                  | 3:01    |
| 4. | „Somebody to love”            | Lee Sae-rom, Crazy Music, KZ, ANTIK, Lee Yun-jin, CLEF CREW  | Crazy Music, KZ, ANTIK, Lee Yun-jin, CLEF CREW               | Crazy Music, ANTIK                           | 3:13    |
| 5. | „Mulgogi” (kor. 물고기)       | Lee Sae-rom, Park Ji-won, Lee Seu-ran, Shannon               | Park Ki-tae (PRISMFILTER), Shannon                           | Park Ki-tae (PRISMFILTER)                    | 2:52    |

## Notowania
| Lista                     | Pozycja |
| ------------------------- | ------- |
| Circle Weekly Album Chart | 3       |

## Sprzedaż
| Kraj             | Sprzedaż |
| ---------------- | -------- |
| Korea Południowa | 55 251   |